# Postamt Steglitz 1
Das Postamt Steglitz 1 (benannt nach der Anweisung des Kaiserlichen Generalpostamtes aus dem Jahr 1873 zu den Berliner Postbezirken) ist ein denkmalgeschütztes ehemaliges Postgebäude im Berliner Ortsteil Steglitz, Bergstraße 1. Es wurde nach Plänen des Architekten und Reichspost-Baubeamten Wilhelm Walter in den Jahren von 1907 bis 1909 errichtet.

## Geschichte

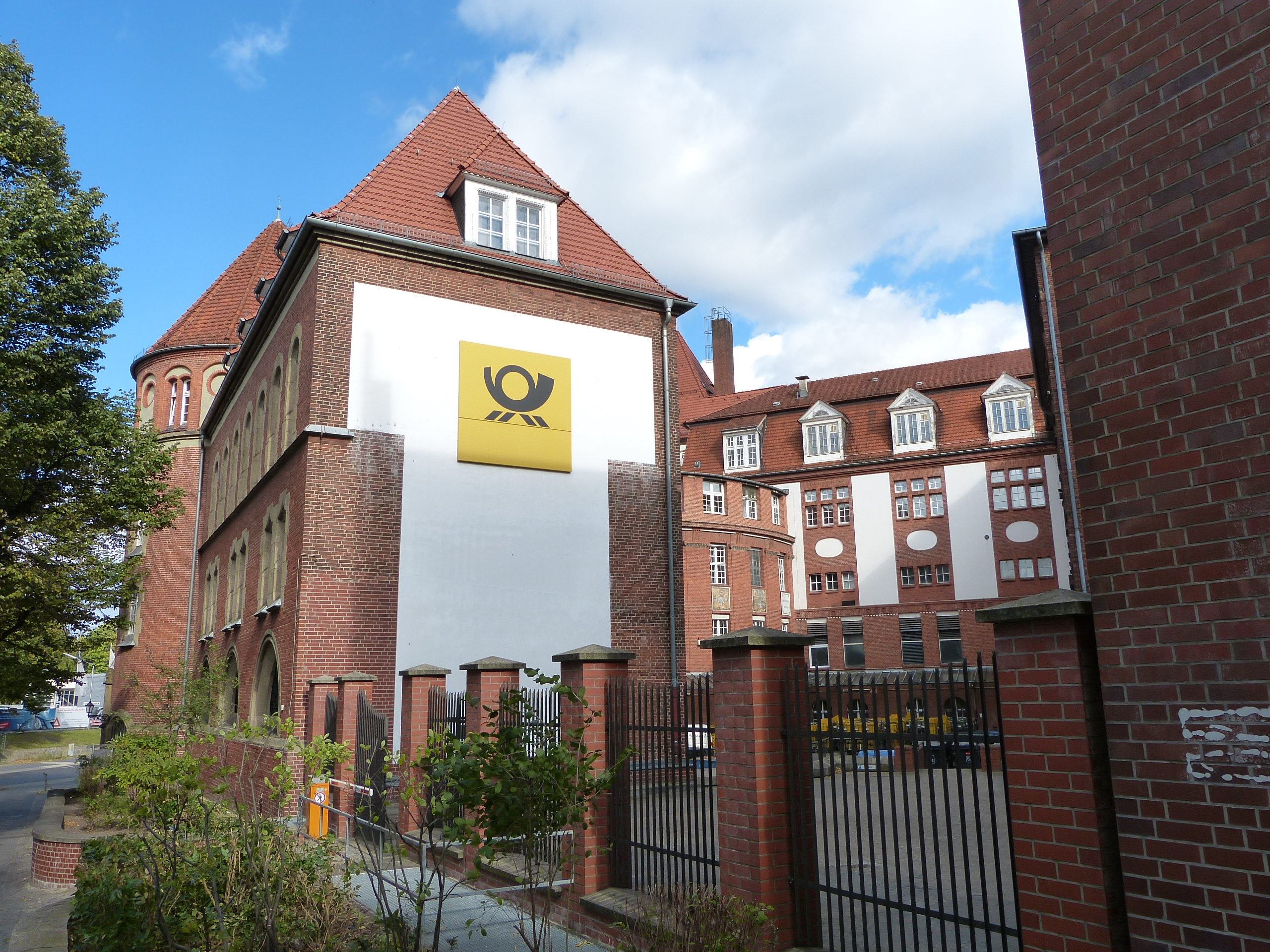
Hofseite am Postamt

Steglitz profitierte von seiner Lage an der alten Reichsstraße 1, die einem mittelalterlichen Handelsweg folgte und als wichtigste Straßenverbindung Deutschlands galt. Bis 1864 erhielten die Einwohner von Steglitz ihre Briefe durch einen Briefträger von Berlin, der auch die Orte Tempelhof, Mariendorf, Lankwitz, Schmargendorf und Wilmersdorf täglich zu bestellen hatte. Infolge der Vergrößerung des Ortes und des Zuwachses an Einwohnern hatte auch der Postverkehr zugenommen, so dass noch im selben Jahr das erste Postamt in einem Bauernhaus unweit der Ecke Albrechtstraße / Heesestraße eingerichtet wurde. Mit dem Bau des neuen Bahnhofs erhielt der Ort 1876 ein neues und größeres Postamt auf dem Grundstück Albrechtstraße 5, also unmittelbar am Bahnhof. Das Bahnhofspostamt bestand bis 1886, das Gebäude verschwand mit dem Bau der Stadtautobahn 1965/1966.
1866 bezog das Postamt den zweigeschossigen Neubau Albrechtstraße 14A, der bereits 1910 dem Einwohnerzuwachs und dem damit gestiegenen Postverkehr nicht mehr genügte.
Die Reichspost erwarb schließlich das Grundstück für 200.000 Mark, um ein Post-Dienstgebäude für den Berliner Vorort Steglitz zu errichten. Das in einem aus Mischformen von Neorenaissance und Neobarock geplante Gebäude entstand nach Plänen von Postbaurat Wilhelm Walter von 1907 bis 1909 als viergeschossige Anlage mit zwei Eckflügeln und einem 32 m hohen Turm. Die aufwändig verzierte Fassade entsprach dem damaligen Repräsentationsbedürfnis.
Bereits 1929 erfolgte eine bauliche Erweiterung durch einen Anbau für eine Vermittlungsstelle im Hof, der nach Planungen von Postbaurat Robert Gaedicke (* 1879) ausgeführt wurde.
1936 hielt der technische Fortschritt auch Einzug ins Postamt: Zu den Olympischen Sommerspielen wurde eine Fernsehstube für 50 Personen eingerichtet, um Sportveranstaltungen und gleichzeitig den Stand der Fernseh-Technik zu zeigen.
Im Zweiten Weltkrieg wurde auch das Steglitzer Postamt erheblich beschädigt. Schon ab Mai 1945 wurde ein Notbetrieb aufgenommen und Schritt für Schritt wurden die Kriegsschäden beseitigt. Die vollständige Wiedereröffnung fand erst 1952 statt, der Postbetrieb in diesem Gebäude überdauerte fast 50 Jahre.
Ab 2001 wurde das Postamt aus Kostengründen geschlossen, es fand eine umfangreiche Umnutzung des Gebäudes statt. Heute befindet sich in dem Komplex ein Reha-Zentrum.